# Karschia koenigi
Espèce
Karschia koenigi est une espèce de solifuges de la famille des Karschiidae.

## Distribution
Cette espèce est endémique du Turkménistan. Elle se rencontre dans les monts Kopet-Dag.

## Description
Le mâle holotype mesure 12,8 mm.

## Publication originale
- Birula, 1922 : Revisio analytica specierum asiaticarum generis Karschia Walter (Arachnoidea Solifugae). Annuaire du Musée Zoologique de l'Académie Impériale des Sciences de St.-Pétersbourg (Petrograd), vol. 23, p. 197-201 (texte intégral).